# Турбаза «Верхнєволзька»
Турбаза «Верхнєволзька» (рос. Турбаза «Верхневолжская») — населений пункт в Конаковському районі Тверської області Російської Федерації.
Населення становить 112 осіб. Входить до складу муніципального утворення селище Радченко.

## Історія
Від 2005 року входить до складу муніципального утворення селище Радченко.

## Населення
| 2010 |
| ---- |
| 112  |